# ルクセンブルク (競走馬)
ルクセンブルク（Luxembourg）は、アイルランドの競走馬。
主な勝ち鞍は2021年のフューチュリティトロフィー、2022年のアイリッシュチャンピオンステークス、2023年のタタソールズゴールドカップ、2024年のコロネーションカップ。

## 戦績

### 2歳（2021年）
7月14日キラニー競馬場の一般戦（芝8ハロン40ヤード）でデビューし初勝利を挙げる。
9月25日カラ競馬場で行われたG2ベレスフォードステークスに出走、道中最後方追走から直線で外から脚を伸ばして先頭に立つと後続に4馬身3/4差をつけて2連勝とする。
10月23日のフューチュリティトロフィーでは道中中団のやや後ろで待機し、残り2ハロン付近で抜け出すと最後は3頭一線の2着争いを尻目に1馬身3/4差つけ快勝。G1初制覇を挙げた。

### 3歳（2022年）
3歳の初戦として4月30日にニューマーケット競馬場で行われた2000ギニーステークスに出走。2番人気に推されるも、コロエバスとネイティヴトレイルに次ぐ3着だった。
その後はダービーステークスへ直行する計画であったが、5月6日の調教後に跛行を発症、検査の結果筋肉を損傷していることが判明したためダービー出走は断念することになった。
休養明け、8月13日のG3ロイヤルホイップステークスを快勝し、次走、アイリッシュチャンピオンステークスではオネストを半馬身退けて優勝した。さらに10月2日には、パリロンシャン競馬場で行われた凱旋門賞に出走、大手ブックメーカーの前売りでは1番人気に支持されたものの、激しい雨の中、アルピニスタの7着と敗れた。

### 4歳（2023年）
2023年の初戦はガネー賞を予定していたがこれを回避し5月1日開催のムーアズブリッジステークスに出走した。中団でレースを進めるが直線で進路を失い伸びきれず、勝利したビジュアリゼーションから3馬身半離された5着となった。
続くタタソールズゴールドカップではハナを切り、直線では追いすがるベイブリッジを半馬身抑えて逃げ切り、G1競走3勝目を挙げた。次走のプリンスオブウェールズステークスでも逃げを図ったが、最後方からモスターダフの急襲に遭い2着に敗れた。その後キングジョージ6世&クイーンエリザベスステークス4着を経て、連覇のかかるアイリッシュチャンピオンステークスに出走。逃げを図り、直線でも粘りを見せたが、残り1ハロンでオーギュストロダンに差し切られ2着となった。次走の香港カップでは道中はロマンチックウォリアーの背後で構えると3コーナーから仕掛け、馬体を併せるようにして直線を迎える。最初はロマンチックウォリアーが1馬身先に出るも粘り腰を見せて踏ん張り、あと一完歩という所まで迫ったが短アタマ差届かず2着に敗れた。

### 5歳（2024年）
5歳初戦して中東に遠征し、2月24日に行われたG2ネオムターフカップでは道中2番手追走から抜け出しを図るも伸びを欠いて4着に敗れると、続くドバイターフでは好位集団で脚を溜めるも直線では全く伸びず14着と大敗を喫する。帰国後、5月31日に行われたコロネーションカップでは好スタートからハナに立ち後続を引き離すと、最後はヘイミッシュの追撃を1馬身差で振り切り、G1競走4勝目を挙げる。この後、7月27日のキングジョージ6世&クイーンエリザベスステークスでは2番手でレースを進めるも直線で一杯になり6着、9月14日のアイリッシュチャンピオンステークスでは道中軽快に逃げたが失速して6着という結果に終わる。11月2日のブリーダーズカップ・ターフ6着を挟み、引退レースとなった12月8日の香港ヴァーズでは好位中団の外で脚を溜め、直線で一旦は先頭に並びかけるも残り200mで失速し5着に敗れた。引退後はクールモアの障害競走用の種牡馬としてアイルランドのキャッスルハイドスタッドで繋養される。

## 競走成績
出典：Racing Post
| 出走日     | 競馬場           | 競走名                     | 格 | 距離    | 着順 | 騎手         | 着差      | 1着（2着）馬      |
| ---------- | ---------------- | -------------------------- | -- | ------- | ---- | ------------ | --------- | ----------------- |
| 2021.07.14 | キラーニー       | 未勝利                     |    | 芝8f    | 1着  | M.ハシー     | 2馬身1/4  | （Tuwaiq）        |
| 0000.09.25 | カラ             | ベレスフォードS            | G2 | 芝8f    | 1着  | S.ヘファナン | 4馬身3/4  | （Manu Et Corde） |
| 0000.10.23 | ドンカスター     | フューチュリティトロフィー | G1 | 芝8f    | 1着  | R.ムーア     | 1馬身3/4  | （Sissoko）       |
| 2022.04.30 | ニューマーケット | 2000ギニー                 | G1 | 芝8f    | 3着  | R.ムーア     | 2馬身1/4  | Coroebus          |
| 0000.08.13 | カラ             | ロイヤルホイップS          | G3 | 芝10f   | 1着  | R.ムーア     | クビ      | （Insinuendo）    |
| 0000.09.10 | レパーズタウン   | 愛チャンピオンS            | G1 | 芝10f   | 1着  | R.ムーア     | 1/2       | （Onesto）        |
| 0000.10.02 | パリロンシャン   | 凱旋門賞                   | G1 | 芝12f   | 7着  | R.ムーア     | 7馬身1/2  | Alpinista         |
| 2023.05.01 | カラ             | ムーアズブリッジS          | G2 | 芝10f   | 5着  | W.ローダン   | 3馬身1/2  | Visualisation     |
| 0000.05.28 | カラ             | タタソールズ金杯           | G1 | 芝10.5f | 1着  | R.ムーア     | 1/2馬身   | （Bay Bridge）    |
| 0000.06.21 | アスコット       | プリンスオブウェールズS    | G1 | 芝10f   | 2着  | R.ムーア     | 4馬身     | Mostahdaf         |
| 0000.07.29 | アスコット       | KGVI&QES                   | G1 | 芝12f   | 4着  | S.ヘファナン | 8馬身     | Hukum             |
| 0000.09.09 | レパーズタウン   | 愛チャンピオンS            | G1 | 芝10f   | 2着  | S.ヘファナン | 1/2馬身   | Auguste Rodin     |
| 0000.12.10 | 沙田             | 香港C                      | G1 | 芝10f   | 2着  | R.ムーア     | 短アタマ  | Romantic Warrior  |
| 2024.02.24 | KAA              | ネオムターフC              | G2 | 芝10.5f | 4着  | R.ムーア     | 1馬身3/4  | Spirit Dancer     |
| 0000.03.30 | メイダン         | ドバイターフ               | G1 | 芝9f    | 14着 | R.ムーア     | 28馬身    | Facteur Cheval    |
| 0000.05.31 | エプソム         | コロネーションC            | G1 | 芝12f   | 1着  | R.ムーア     | 1馬身     | （Hamish）        |
| 0000.07.27 | アスコット       | KGVI&QES                   | G1 | 芝12f   | 6着  | W.ローダン   | 14馬身1/4 | Goliath           |
| 0000.09.14 | レパーズタウン   | 愛チャンピオンS            | G1 | 芝10f   | 6着  | D.マクドノー | 2馬身1/2  | Economics         |
| 0000.11.02 | デルマー         | BCターフ                   | G1 | 芝12f   | 6着  | R.ムーア     | 5馬身     | Rebel's Romance   |
| 0000.12.08 | 沙田             | 香港ヴァーズ               | G1 | 芝12f   | 5着  | R.ムーア     | 4馬身     | Giavellotto       |

## 血統表
| ルクセンブルクの血統 | ルクセンブルクの血統                                     | ルクセンブルクの血統                                     | （血統表の出典）                                         | （血統表の出典） |
| 父系                 | サドラーズウェルズ系                                     | サドラーズウェルズ系                                     | サドラーズウェルズ系                                     | [ § 2 ]          |
| 父 Camelot 2009 鹿毛 | 父の父Montjeu 1996 鹿毛                                  | Sadler's Wells                                           | Northern Dancer                                          | Northern Dancer  |
| 父 Camelot 2009 鹿毛 | 父の父Montjeu 1996 鹿毛                                  | Sadler's Wells                                           | Fairy Bridge                                             |                  |
| 父 Camelot 2009 鹿毛 | 父の父Montjeu 1996 鹿毛                                  | Floripedes                                               | Top Ville                                                | Top Ville        |
| 父 Camelot 2009 鹿毛 | 父の父Montjeu 1996 鹿毛                                  | Floripedes                                               | Toute Cy                                                 |                  |
| 父 Camelot 2009 鹿毛 | 父の母Tarfah 2001 鹿毛                                   | Kingmambo                                                | Mr. Prospector                                           | Mr. Prospector   |
| 父 Camelot 2009 鹿毛 | 父の母Tarfah 2001 鹿毛                                   | Kingmambo                                                | Miesque                                                  |                  |
| 父 Camelot 2009 鹿毛 | 父の母Tarfah 2001 鹿毛                                   | Fickle                                                   | デインヒル                                               | デインヒル       |
| 父 Camelot 2009 鹿毛 | 父の母Tarfah 2001 鹿毛                                   | Fickle                                                   | Fade                                                     |                  |
| 母 Attire 2009 栗毛  | 母の父Danehill Dancer 1993 鹿毛                          | デインヒル                                               | Danzig                                                   | Danzig           |
| 母 Attire 2009 栗毛  | 母の父Danehill Dancer 1993 鹿毛                          | デインヒル                                               | Razyana                                                  |                  |
| 母 Attire 2009 栗毛  | 母の父Danehill Dancer 1993 鹿毛                          | Mira Adonde                                              | Sharpen Up                                               | Sharpen Up       |
| 母 Attire 2009 栗毛  | 母の父Danehill Dancer 1993 鹿毛                          | Mira Adonde                                              | Lettre d'Amour                                           |                  |
| 母 Attire 2009 栗毛  | 母の母Asnieres 1992 鹿毛                                 | Spend a Buck                                             | Buckaroo                                                 | Buckaroo         |
| 母 Attire 2009 栗毛  | 母の母Asnieres 1992 鹿毛                                 | Spend a Buck                                             | Belle de Jour                                            |                  |
| 母 Attire 2009 栗毛  | 母の母Asnieres 1992 鹿毛                                 | Albertine                                                | Irish River                                              | Irish River      |
| 母 Attire 2009 栗毛  | 母の母Asnieres 1992 鹿毛                                 | Albertine                                                | Almyre                                                   |                  |
| 母系(F-No.)          | 8号族(FN:8-f)                                            | 8号族(FN:8-f)                                            | 8号族(FN:8-f)                                            | [ § 3 ]          |
| 5代内の近親交配      | デインヒル M3×S4 = 18.75%、Northern Dancer S4×M5 = 9.38% | デインヒル M3×S4 = 18.75%、Northern Dancer S4×M5 = 9.38% | デインヒル M3×S4 = 18.75%、Northern Dancer S4×M5 = 9.38% | [ § 4 ]          |
| 出典                 | 1. 2. 3. 4.                                              | 1. 2. 3. 4.                                              | 1. 2. 3. 4.                                              | 1. 2. 3. 4.      |